# Partit Comunista d'Eslovàquia (1939)
El Partit Comunista d'Eslovàquia (en eslovac Komunistická strana Slovenska, KSS) va ser un partit polític de tendència comunista creat al 1939 sota el règim de la República Eslovaca.
Durant la primera etapa de clandestinitat, al capdavant del partit hi havia inicialment líders relativament desconeguts com Július Ďuriš, Ľudovít Benada i Ján Osoha, ja que d'altres com Vladimír Clementis o Viliam Široký es van haver d'exiliar a l'estranger per fugir de la persecució feixista. Tot i així, el 1941 va retornar Široký per a reorganitzar el KSS, però aviat va ser arrestat amb la resta de la direcció i sentenciat a la presó de Leopoldov. Ján Osoha va aconseguir escapar i va formar una tercera direcció clandestina, però també va ser empresonat el 1942, traslladat a diverses presons fins al seu final al Camp d'extermini de Mauthausen-Gusen. La quarta direcció va ser organitzada per Štefan Bašťovanský, el qual va ser arrestat l'abril de 1943. La cinquena i darrera direcció va estar encapçalada per Karol Šmidke, Gustáv Husák o Ladislav Novomeský.
Després de la Guerra, durant la breu Tercera República Txecoslovaca, el partit va aconseguir el 30,37% dels vots a Eslovàquia, el 6,89% a nivell estatal, participant del govern de coalició. Un cop va formar-se la Quarta República de caràcter socialista, el partit va esdevenir una organització territorial del Partit Comunista de Txecoslovàquia a partir del 29 de setembre de 1948.
El KSS va deixar d'existir el 1990 (després de la Revolució de Vellut), quan es va transformar en el Partit d'Esquerra Democràtica (SDĽ). Per altra banda, les faccions comunistes es van unificar al 1992 per formar el nou Partit Comunista d'Eslovàquia, actiu fins a data d'avui.

## Resultats electorals

### Eleccions a l'Assemblea eslovaca
| Any  | Líder                                             | Vots                                              | Vots                                              | Escons                                            | Escons                                            | Escons                                            | Govern                                            |
| Any  | Líder                                             | #                                                 | %                                                 | #                                                 | ±                                                 | Pos.                                              | Govern                                            |
| ---- | ------------------------------------------------- | ------------------------------------------------- | ------------------------------------------------- | ------------------------------------------------- | ------------------------------------------------- | ------------------------------------------------- | ------------------------------------------------- |
| 1938 | Prohibit sota el règim del Partit Popular Eslovac | Prohibit sota el règim del Partit Popular Eslovac | Prohibit sota el règim del Partit Popular Eslovac | Prohibit sota el règim del Partit Popular Eslovac | Prohibit sota el règim del Partit Popular Eslovac | Prohibit sota el règim del Partit Popular Eslovac | Prohibit sota el règim del Partit Popular Eslovac |
| 1946 | Karol Šmidke                                      | 489,596                                           | 30.61                                             | 31 / 100                                          | 31                                                | 2n                                                | Coalició                                          |
| 1948 | Štefan Bašťovanský                                | Dins del Front Nacional                           | Dins del Front Nacional                           | 75 / 100                                          | 75                                                | 1r                                                | Majoria                                           |
| 1954 | Karol Bacílek                                     | Dins del Front Nacional                           | Dins del Front Nacional                           | 47 / 103                                          | 28                                                | 1r                                                | Majoria                                           |
| 1960 | Karol Bacílek                                     | Dins del Front Nacional                           | Dins del Front Nacional                           | 34 / 100                                          | 13                                                | 1r                                                | Majoria                                           |
| 1964 | Alexander Dubček                                  | Dins del Front Nacional                           | Dins del Front Nacional                           | 58 / 92                                           | 24                                                | 1r                                                | Majoria                                           |
| 1971 | Jozef Lenárt                                      | Dins del Front Nacional                           | Dins del Front Nacional                           | 102 / 150                                         | 44                                                | 1r                                                | Majoria                                           |
| 1976 | Jozef Lenárt                                      | Dins del Front Nacional                           | Dins del Front Nacional                           | 102 / 150                                         | =                                                 | 1r                                                | Majoria                                           |
| 1981 | Jozef Lenárt                                      | Dins del Front Nacional                           | Dins del Front Nacional                           | 102 / 150                                         | =                                                 | 1r                                                | Majoria                                           |
| 1986 | Jozef Lenárt                                      | Dins del Front Nacional                           | Dins del Front Nacional                           | 103 / 150                                         | 1                                                 | 1r                                                | Majoria                                           |
| 1990 | Peter Weiss                                       | 450,855                                           | 13.35                                             | 22 / 150                                          | 81                                                | 4t                                                | Oposició                                          |

## Direcció

### Líders del partit (1944–1990)
- 1944–1945: Karol Šmidke
- 1945–1951: Štefan Bašťovanský
- 1951–1953: Viliam Široký
- 1953–1963: Karol Bacílek
- 1963–1968: Alexander Dubček
- 1968: Vasiľ Biľak
- 1968–1969: Gustáv Husák
- 1969–1970: Štefan Sádovský
- 1970–1988: Jozef Lenárt
- 1988–1990: Ignác Janák

### Primers Ministresde laRS Eslovaca(1969–1990)
- 1969: Štefan Sádovský
- 1969–1988: Peter Colotka
- 1988–1989: Ivan Knotek
- 1989: Pavol Hrivnák
- 1989–1990: Milan Čič

## Congressos
| Congrés                             | Dates                              |
| Congrés d'Unitat KSS-               | 17 de setembre de 1944             |
| Conferència de Košice               | 28 de febrer a l'1 de març de 1945 |
| Conferència de 1945                 | 11 i 12 d'agost de 1945            |
| XI Congrés de 1950                  | 24 al 27 de maig de 1950           |
| XII Congrés de 1953                 | 13 al 15 de juny de 1953           |
| XIII Congrés de 1955                | 22 al 24 d'abril de 1955           |
| XIV Congrés de 1957                 | 26 al 28 d'abril de 1957           |
| XV Congrés de 1958                  | 16 al 18 de maig de 1958           |
| XVI Congrés de 1962                 | 24 i 25 de novembre de 1962        |
| XVII Congrés de 1966                | 12 al 14 de maig de 1966           |
| XVIII Congrés Extraordinari de 1968 | 26 al 29 d'agost de 1968           |
| XIV Congrés de 1971                 | 13 al 15 de maig de 1971           |
| XV Congrés de 1976                  | 25 al 27 de març de 1976           |
| XVI Congrés de 1981                 | 20 al 22 de març de 1981           |
| XVII Congrés de 1986                | 13 al 15 de març de 1986           |
| XVIII Congrés de 1989               | 17 de desembre de 1989             |